# 김성태 (1971년)
김성태(金成泰, 1971년 10월 10일 ~ )는 전 KBO 리그 태평양 돌핀스와 현대 유니콘스의 선수이다. 포수치고는 몸집이 작았다.
마산고등학교와 계명대학교를 거쳐 태평양 돌핀스에 입단하였다. 주 포지션은 포수였다. 당시 주전포수였던 김동기에 밀려 이렇다할 활약을 보이진 못했다. 1995년, 주전포수였던 김동기와 백업포수였던 장광호가 부상을 당하여, 이 해에만 58경기에 출장하여, .226의 타율과 19타점과 4도루를 기록했다. 그 외에는 1994년과 1997년에 각각 안타없이 각각 5경기와 8경기에 출장했다.

## 출신학교
- 마산고등학교
- 계명대학교